# Clint Courtney

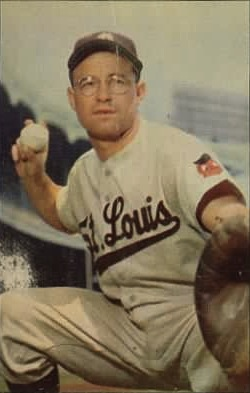
Clint Courtney i St. Louis Browns dräkt på 1950-talet.

Clinton Dawson "Clint" Courtney, född 16 mars 1927 i Red River Parish, Louisiana, död 16 juni 1975 i Rochester, New York, var en amerikansk professionell basebollspelare som spelade elva säsonger i Major League Baseball (MLB) 1951–1961. Courtney var catcher.
Sin första match spelade Courtney för New York Yankees och byttes därefter till St. Louis Browns. Laget flyttade 1954 till Baltimore och Courtney hann sedan spela en säsong för Baltimore Orioles efter flytten. Följande säsong inledde han i Chicago White Sox och fortsatte därifrån till Washington Senators. I början av 1960-talet avslutade Courtney sin karriär i Orioles och hann även en kort tid spela för Kansas City Athletics.

### Webbkällor
- ”Clint Courtney Stats” (på engelska). ESPN. http://espn.go.com/mlb/player/stats/_/id/20485/clint-courtney. Läst 4 februari 2015.
- ”Clint Courtney Statistics and History” (på engelska). Baseball-Reference.com. http://www.baseball-reference.com/players/c/courtcl01.shtml. Läst 4 februari 2015.